# Interchange
Interchange és una pel·lícula de thriller de fantasia malàisia-indonèsia en malai del 2016 dirigida per Dain Iskandar Said i protagonitzada per Shaheizy Sam, Nicholas Saputra, Prisia Nasution, Alvin Wong i Iedil Putra.
La pel·lícula es va estrenar al Festival Internacional de Cinema de Locarno el 5 d'agost de 2016 i es va estrenar als cinemes de Malàisia l'1 de desembre del el mateix any. Fou projectada com a part de la secció oficial al XLIX Festival Internacional de Cinema Fantàstic de Catalunya.

## Argument
Adam és un fotògraf forense retirat dedicat a espiar la seva veïna Iva. Un dia li demana ajuda el seu amic, el detectiu Man, que investiga una sèrie d’assassinats macabres. Poc a poc s'endinsaran en un món de xamans i criaures mítiques on xoquen el món tradicional i el món modern.

## Repartiment
- Iedil Putra com Adam
- Shaheizy Sam com a detectiu home
- Nicholas Saputra com a Belian
- Prisia Nasution com a Iva
- Nadiya Nisaa com a Sain
- Alvin Wong com el detectiu Jason
- Chew Kin Wah com a Heng
- Junad M. Nor
- Kaka Azraff com a Melur

## Producció
Dain Iskandar havia escrit l'esborrany del guió en qüestió de tres setmanes mentre editava el metratge de Bunohan a Bangkok, Tailàndia.